# Campionato Italiano Velocità in Salita 2013
L'edizione 2013 del Campionato Italiano Velocità in Salita (CIVS) è la 55ª dalla sua istituzione nel 1959.
In questa edizione sono presenti le classi Moto 3, 125 Open (ove gareggiano motocicli di 125 cm³ 2 tempi e 250 cm³ 4 tempi), 250 Open (2t), 600 Stock, Naked, 600 Open, Supermotard, Sidecar. Inoltre partecipano senza però titolazione ufficiale la categoria Scooter, le Moto d'Epoca GR4 Classiche/Epoca, GR5 GP 175 4T, GR5 GP 250 2T/4T, Classiche GP e Vintage.
Novità del 2013, la Carpasio-Pratipiani è valida anche per la Coppa Europa.

## Calendario gare
Dove non indicata la nazionalità si intende pilota italiano.
| Data         | Prova | Tracciato              | Vincitore   | Vincitore         | Vincitore       | Vincitore         | Vincitore      | Vincitore         | Vincitore            | Vincitore       | Vincitore |
| Data         | Prova | Tracciato              | Moto3       | 125 Open          | 250 Open        | 600 Stock         | Naked          | 600 Open          | Supermotard          | Sidecar         | Fonte     |
| ------------ | ----- | ---------------------- | ----------- | ----------------- | --------------- | ----------------- | -------------- | ----------------- | -------------------- | --------------- | --------- |
| 16 giugno    | 1     | Carpasio-Pratipiani    | Andrea Neri | Marco Queirolo    | Pierre Favre    | Francesco Curinga | Stefano Manici | Giuseppe Tarquini | Loris Pedriali       | Dichamp-Peugeot | [ 1 ]     |
| 7 luglio     | 2     | Poggio-Vallefredda     | Andrea Neri | Marco Queirolo    | Cristian Olcese | Stefano Nari      | Stefano Manici | Stefano Bonetti   | Giancarlo Suffredini | Simon-Bardelli  | [ 2 ]     |
| 4 agosto     | 3     | Sillano-Ospedaletto    | Andrea Neri | Marco Baldassarre | Cristian Olcese | Stefano Nari      | Stefano Manici | Stefano Bonetti   | Niccolò Bentivoglio  | Dente-Migogna   | [ 3 ]     |
| 31 agosto    | 4     | Spoleto-Forca di Cerro | Andrea Neri | Marco Ginesini    | Cristian Olcese | Francesco Curinga | Stefano Manici | Stefano Bonetti   | Niccolò Bentivoglio  | Simon-Bardelli  | [ 4 ]     |
| 1º settembre | 4     | Spoleto-Forca di Cerro | Andrea Neri | Marco Queirolo    | Cristian Olcese | Francesco Curinga | Stefano Manici | Stefano Bonetti   | Matteo Bleggi        | Mattiel-Bottino | [ 5 ]     |

## Classifiche
Fonte
Moto 3
| Pos | Pilota        | Moto   | Carpasio | Frosinone | Frosinone | Sillano | Sillano | Spoleto 1 | Spoleto 1 | Spoleto 2 | Spoleto 2 | Punti |
| --- | ------------- | ------ | -------- | --------- | --------- | ------- | ------- | --------- | --------- | --------- | --------- | ----- |
| 1   | Andrea Neri   | Honda  | 1º       | 1º        | 1º        | 1º      | 1º      | 1º        | 1º        | 1º        | 1º        | 225   |
| 2   | Helmut Sommer | Sohoka | 2º       | -         | -         | -       | -       | -         | -         | -         | -         | 20    |
| 3   | Michel Lauro  | TRT    | -        | 2º        | NP        | -       | -       | -         | -         | -         | -         | 20    |

125 GP/Open
| Pos | Pilota          | Moto    | Carpasio | Frosinone | Frosinone | Sillano | Sillano | Spoleto 1 | Spoleto 1 | Spoleto 2 | Spoleto 2 | Punti |
| --- | --------------- | ------- | -------- | --------- | --------- | ------- | ------- | --------- | --------- | --------- | --------- | ----- |
| 1   | Marco Ginesini  | Aprilia | 3º       | 3º        | 1º        | 1º      | 2º      | 1º        | 1º        | 2º        | 2º        | 192   |
| 2   | Marco Queirolo  | Aprilia | 1º       | 1º        | 3º        | 3º      | 4º      | 2º        | 2º        | 1º        | 1º        | 185   |
| 3   | Davide Belletti | Cagiva  | 2º       | 2º        | 2º        | 4º      | 3º      | 3º        | 4º        | 3º        | 3º        | 150   |

250 GP/Open
| Pos | Pilota          | Moto    | Carpasio | Frosinone | Frosinone | Sillano | Sillano | Spoleto 1 | Spoleto 1 | Spoleto 2 | Spoleto 2 | Punti |
| --- | --------------- | ------- | -------- | --------- | --------- | ------- | ------- | --------- | --------- | --------- | --------- | ----- |
| 1   | Cristian Olcese | Aprilia | 2º       | 1º        | 1º        | 1º      | 1º      | 1º        | 1º        | 1º        | 1º        | 220   |
| 2   | Guido Testoni   | Aprilia | 5º       | 4º        | 2º        | 2º      | 2º      | 2º        | 2º        | 5º        | 2º        | 155   |
| 3   | Stefano Zanoli  | Aprilia | 8º       | 3º        | 6º        | 6º      | 6º      | 3º        | 4º        | 2º        | 3º        | 119   |

600 Stock
| Pos | Pilota            | Moto     | Carpasio | Frosinone | Frosinone | Sillano | Sillano | Spoleto 1 | Spoleto 1 | Spoleto 2 | Spoleto 2 | Punti |
| --- | ----------------- | -------- | -------- | --------- | --------- | ------- | ------- | --------- | --------- | --------- | --------- | ----- |
| 1   | Stefano Nari      | Triumph  | 2º       | 1º        | 1º        | 1º      | 1º      | 2º        | 2º        | 1º        | 2º        | 205   |
| 2   | Francesco Curinga | Honda    | 1º       | 2º        | 3º        | 2º      | 2º      | 1º        | 1º        | 2º        | 1º        | 196   |
| 3   | Marco Gasparetto  | Kawasaki | 3º       | 4º        | Rit       | 4º      | 4º      | 3º        | 3º        | 4º        | 4º        | 113   |

Naked
| Pos | Pilota                  | Moto    | Carpasio | Frosinone | Frosinone | Sillano | Sillano | Spoleto 1 | Spoleto 1 | Spoleto 2 | Spoleto 2 | Punti |
| --- | ----------------------- | ------- | -------- | --------- | --------- | ------- | ------- | --------- | --------- | --------- | --------- | ----- |
| 1   | Stefano Manici          | Triumph | 1º       | 1º        | 2º        | 2º      | 1º      | 1º        | 1º        | 1º        | 1º        | 215   |
| 2   | Franco Federigi         | Honda   | 6º       | 2º        | 1º        | 4º      | 4º      | 2º        | 2º        | 3º        | 2º        | 157   |
| 3   | Marco Monforti Ferrario | Yamaha  | 5º       | 3º        | 3º        | 3º      | 3º      | 3º        | 3º        | 2º        | 3º        | 143   |

600 Open
| Pos | Pilota            | Moto    | Carpasio | Frosinone | Frosinone | Sillano | Sillano | Spoleto 1 | Spoleto 1 | Spoleto 2 | Spoleto 2 | Punti |
| --- | ----------------- | ------- | -------- | --------- | --------- | ------- | ------- | --------- | --------- | --------- | --------- | ----- |
| 1   | Stefano Bonetti   | Honda   | 4º       | 1º        | 4º        | 1º      | 1º      | 1º        | 1º        | 1º        | 1º        | 201   |
| 2   | Stefano Nari      | Triumph | 2º       | 11º       | 1º        | 2º      | 2º      | 2º        | 2º        | 2º        | 2º        | 170   |
| 3   | Giuseppe Tarquini | Yamaha  | 1º       | 2º        | 5º        | 3º      | 3º      | 3º        | 3º        | 4º        | 3º        | 149   |

Supermotard
| Pos | Pilota              | Moto  | Carpasio | Frosinone | Frosinone | Sillano | Sillano | Spoleto 1 | Spoleto 1 | Spoleto 2 | Spoleto 2 | Punti |
| --- | ------------------- | ----- | -------- | --------- | --------- | ------- | ------- | --------- | --------- | --------- | --------- | ----- |
| 1   | Niccolò Bentivoglio | Honda | 3º       | NP        | NP        | 2º      | 1º      | 1º        | 1º        | 2º        | 2º        | 151   |
| 2   | Matteo Bleggi       | Honda | 4º       | Rit       | NP        | 3º      | 3º      | 2º        | 2º        | 1º        | 1º        | 135   |
| 3   | Emanuele Corona     | KTM   | -        | 5º        | 2º        | 10º     | 9º      | SQ        | 3º        | 6º        | 4º        | 83    |

Sidecar
| Pos | Pilota          | Moto       | Carpasio | Frosinone | Frosinone | Sillano | Sillano | Spoleto 1 | Spoleto 1 | Spoleto 2 | Spoleto 2 | Punti |
| --- | --------------- | ---------- | -------- | --------- | --------- | ------- | ------- | --------- | --------- | --------- | --------- | ----- |
| 1   | Simon-Bardelli  | Honda      | 8º       | 1º        | 1º        | 4º      | 5º      | 2º        | 1º        | 1º        | 3º        | 168   |
| 2   | Mattiel-Bottino | LCR Suzuki | 5º       | 2º        | 2º        | 8º      | 2º      | 3º        | 2º        | 2º        | 1º        | 160   |
| 3   | Barbi-Doratori  | LCR Suzuki | 4º       | 3º        | 3º        | 2º      | 4º      | 1º        | 2º        | 3º        | 2º        | 159   |